# Viento del pueblo
Viento del pueblo (1937) es un poemario de Miguel Hernández. Este pertenece a lo que la crítica ha covenido en llamar su segunda etapa poética, considerada como poesía bélica y de urgencia. La obra se encuentra enraizada en la lucha ideológica y la búsqueda de una nueva forma de literatura que logre enaltecer al miliciano en su resistencia contra el fascismo partiendo de entender la Guerra Civil española como una lucha de clases: ganar la guerra significaba defender la revolución; así, su compromiso social debe su ferocidad a una asunción radical del marxismo y su forma de pensar la Historia a partir de las dialécticas explotador/explotado, ricos/pobres, amos/esclavos.
Se ha pasado del yo, de la intimidad lírica, al nosotros, al compromiso social, bélico y político con una ideología a la que servirá de propaganda. A este libro pertenecen poemas tan emblemáticos como Aceituneros (Andaluces de Jaén) y El niño yuntero.
La obra viene acompañada de diechiocho fotografías que resalta la intención del poeta por crear un producto cultural con vocación de permanecer en la Historia, pero sujeta a la misma. Con ello se logra enfatizar los valores físicos y materiales para confirmar que la Guerra es una realidad tangible, que el texto no es meramente una composición literaria o un objeto fetichista.

## Crítica
Carece de una estructura precisa, su forma métrica predominante es el romance, y destaca por su lenguaje directo y propagandístico. 
Leopoldo de Luis divide los poemas de este libro en tres unidades temáticas:
- Los que se refieren al combate: entre ellos elegías, arengas e himnos. En ellos queda resaltado el heroísmo de los combatientes republicanos y se demoniza al oponente.
- Los que se centran en la retaguardia. En estos poemas se exalta a los pueblos y ciudades en los que la lucha se mantiene económica y moralmente.
- Los que desarrollan los sentimientos intimistas del poeta, que ve en la guerra un síntoma de degradación del hombre.[4]

### Símbolos[3]
- El sudor: Queda convertido en algo honroso, puesto que es un símbolo del trabajo. Dignifica al labrador, que se gana el pan con él, frente al burgués explotador que extrae la plusvalía.

Contar sus años no sabe,
y ya sabe que el sudor
es una corona 
de sal para el labrador.

"El niño yuntero" (fragmento) en Viento del pueblo

Llega a dedicarle un poema entero:

Los que no habéis sudado jamás, los que andáis yertos
en el ocio sin brazos, sin música, sin poros,
no usaréis la corona de los poros abiertos
ni el poder de los toros.
Viviréis maloliendo, moriréis apagados:
la encendida hermosura reside en los talones
de los cuerpos que mueven sus miembros trabajados
como constelaciones.
Entregad al trabajo, compañeros, las frentes:
que elsudor, con su espada de sabrosos cristales,
con sus lentos diluvios, os hará transparentes,
venturosos, iguales.

El sudor (fragmento). Viento del pueblo

- Las manos: De simbolismo similar al del sudor, las utiliza para enfrentar a la clase burguesa.

Ante la aurora veo surgir las manos puras
de los trabajadores terrestres y marinos
[…] Endurecidamente pobladas de sudores
[…] conducen herrerías, azadas y metales.
[…] Como si con los astros el polvo peleara
como si los planetas lucharan con gusanos,
la especie de manos trabajadora y clara
lucha con otras manos.
Feroces y reunidas en un bando sangriento
avanzan al hundirse el cielo vespertino
unas manos de hueso lívido y avariento
paisaje de asesinos.
No han sonado: no cantan. Sus dedos vagan roncos,
mudamente aletean, se ciernen, se propagan.
Ni tejieron la pana, ni mecieron los troncos,
y vacías de ocio vagan.

La manos, Viento del pueblo

- El viento: Aparece como símbolo del pueblo en lucha, en obras posteriores evolucionará a símbolo de destrucción.

Vientos del pueblo me llevan,
 vientos del pueblo me arrastran,
me esparcen el corazón
y me aventan la garganta.

Viento del pueblo (fragmento), Viento del pueblo

- El toro y los bueyes: El toro (junto a otros animales en la tradición como el león y el águila) es símbolo del valor y la rebeldía en oposición a los bueyes, animales mansos que se conforman con su situación y prefieren seguir bajo el yugo de sus dominadores, que les proporcionan el sustento. El bestiario encuentra su paralelo en la posición del pueblo respecto a la Guerra.

Los bueyes doblan la frente,
 impotentemente mansa,
delante de los castigos:
los leones la levantan
 y al mismo tiempo castigan
 con su clamorosa zarpa.

No soy de un de pueblo de bueyes,
que soy de un pueblo que embargan
yacimientos de leones,
desfiladeros de águilas
y cordilleras de toros
con el orgullo en el asta.
Nunca medraron los bueyes
en los páramos de España.

Viento del pueblo (fragmento), Viento del pueblo

Críticos como Agustín Sánchez Vidal han visto en esta obra influencia de Vicente Aleixandre y Nicolás Guillén y sus ideas acerca de la poesía de guerra y de la necesidad de que esta estuviera imbuida de la experiencia de combate en el frente. Conjuntamente, se ha destacado la influencia ejercida por Pablo Neruda y Raul González Tuñón para producirse su ruptura ideológica con la burguesía y el fascismo.